# Košecké Podhradie
Košecké Podhradie é um município da Eslováquia, situado no distrito de Ilava, na região de Trenčín. Tem 36,91 km² de área e sua população em 2018 foi estimada em 1.062 habitantes.

## Demografia
| Ano:        | 1994 | 2004   | 2014   | 2024   |
| ----------- | ---- | ------ | ------ | ------ |
| Broj ljudi: | 1076 | 1071   | 1050   | 1053   |
| Razlika:    |      | -0,46% | -1,96% | +0,28% |

| Ano:               | 2023 | 2024   |
| ------------------ | ---- | ------ |
| Número de pessoas: | 1059 | 1053   |
| Diferença:         |      | -0,56% |